# Спорт высших достижений

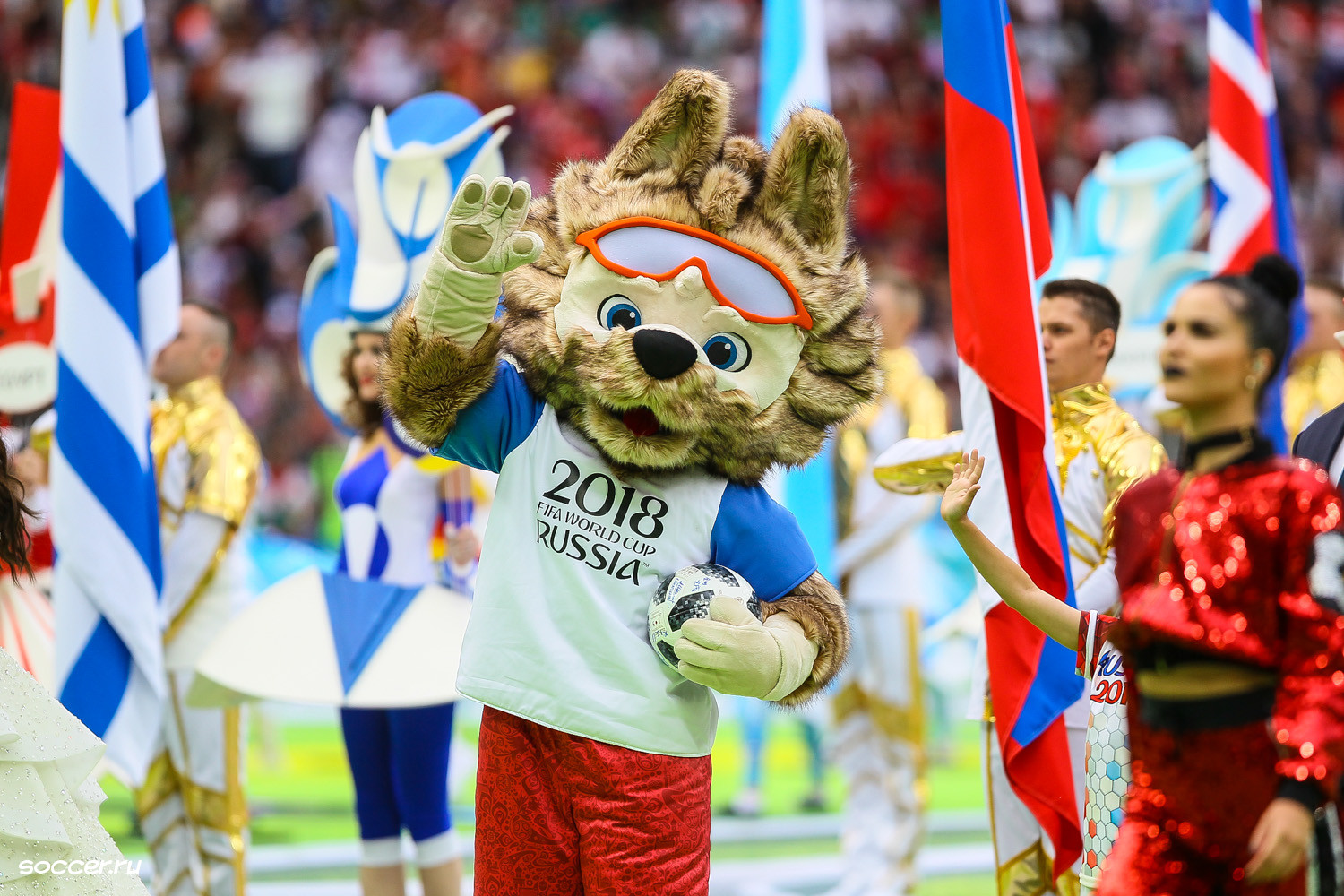
Открытие ЧМ-2018 по футболу.

Спорт вы́сших достиже́ний, также большо́й спорт — часть спорта, направленная на достижение спортсменами высоких результатов на официальных спортивных соревнованиях общенационального и международного уровня. Такими соревнованиями являются чемпионаты мира, Олимпийские и континентальные игры, наиболее престижные спортивные лиги и промоушены. Достижения спортсменов в них нередко являются событиями национальной важности в разных государствах. Спорт высших достижений можно охарактеризовать постоянным ростом уровня спортивных результатов, а также достижением новых рекордов, порой даже феноменальных.
Понятие «спорт высших достижений» иногда ошибочно приравнивается к понятию «профессиональный спорт». В действительности же многие соревнования высшего уровня относятся к любительскому спорту, и наоборот, многие состязания профессиональных спортсменов далеки от высших достижений. Ключевым свойством профессионального спорта является его экономическая сторона (соревнования — основной источник дохода спортсменов), а большого спорта — уровень и значимость достижений. В то же время некоторые соревнования профессиональных спортсменов — в первую очередь чемпионаты мира в значительно профессионализированных видах спорта, таких как футбол и хоккей — относятся к спорту высших достижений.

## История

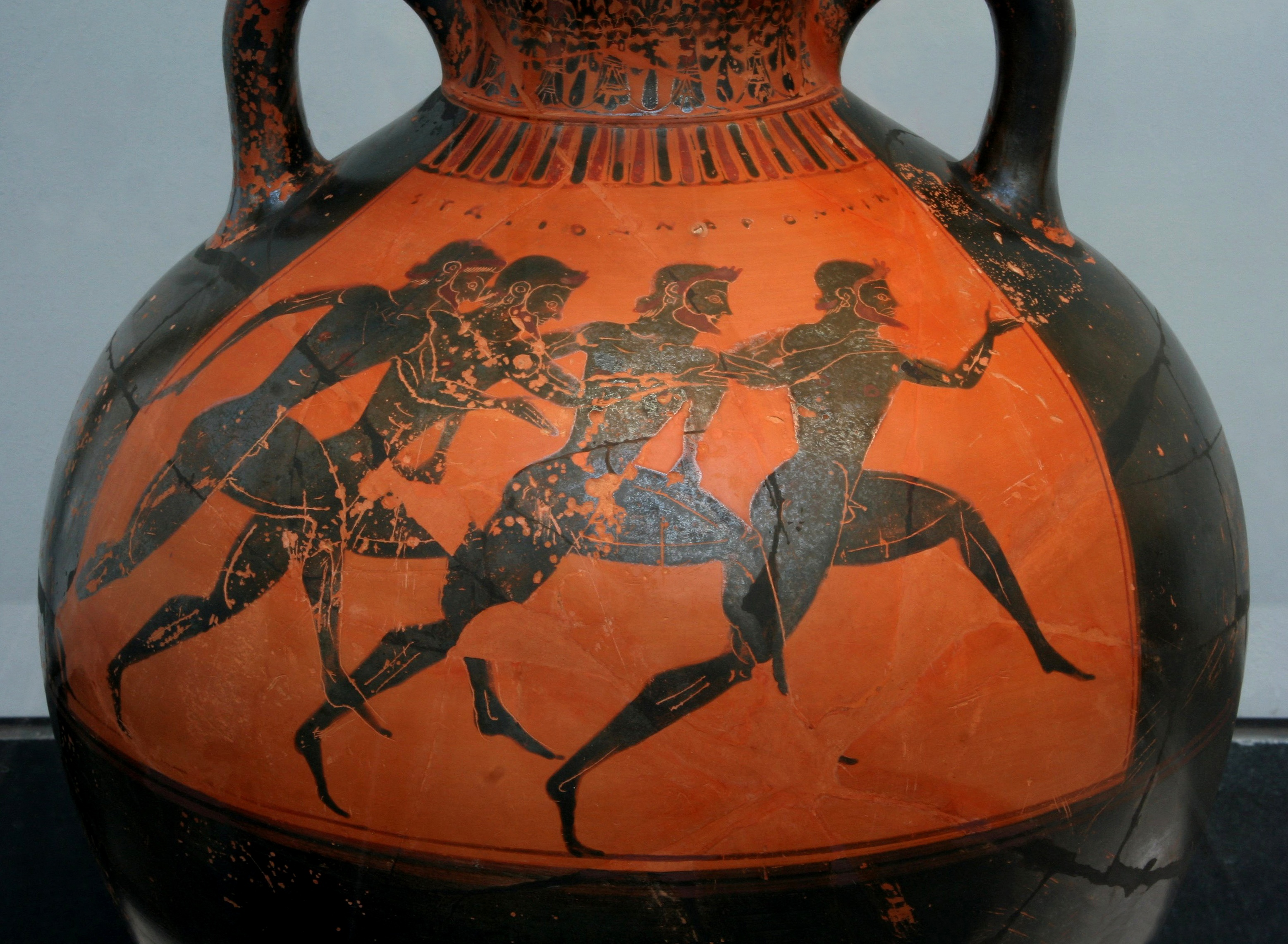
Соревнование по бегу на античной Олимпиаде. 530 г. до н.э

Античные Олимпийские игры представляли собой серию состязаний, проводимых между представителями нескольких полисов Древней Греции, которые включали в себя главным образом лёгкую атлетику, а также боевые состязания и гонки на колесницах.
В Средние века крупных международных спортивных соревнований не проводилось. Мероприятия истинно всемирного масштаба стали возможны лишь в конце XIX — начале XX века в связи с развитием средств транспорта, что позволило спортсменам со всего мира добираться до места проведения соревнований. В 1884 году было проведено первое в истории международное соревнование по футболу — Домашний чемпионат Великобритании, а в 1896 были возрождены Олимпийские игры.

## Экономика большого спорта

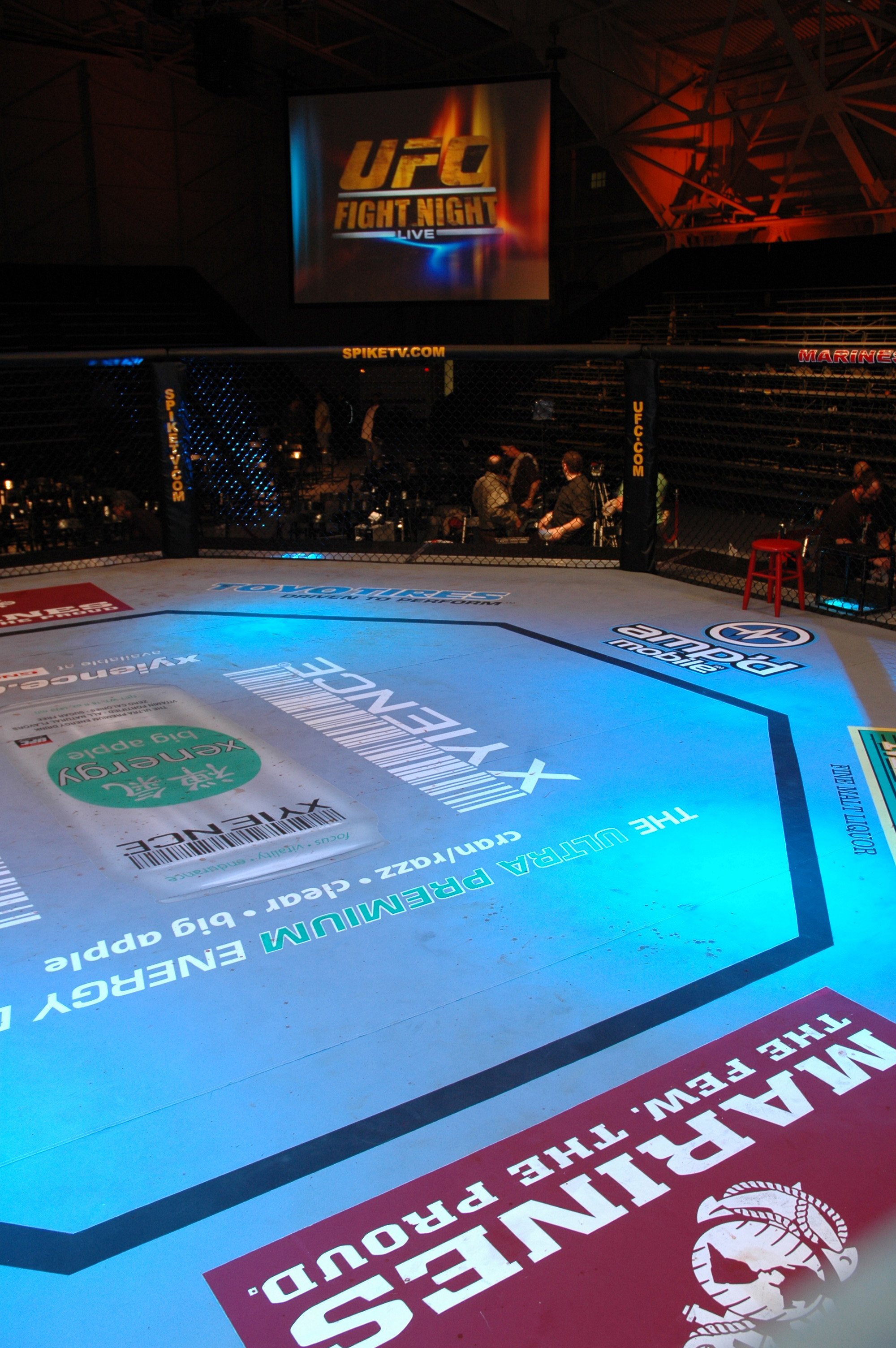
На соревнованиях по ММА реклама наносится на настил ринга или клетки.

Поскольку соревнования высшего уровня вызывают значительный интерес зрителей, основным источником монетизации является его эксплуатация. Спортивные федерации получают средства не только за счёт продажи билетов на трибуны, но и от спонсоров и рекламодателей, а также за счёт продажи прав на телевизионные трансляции соревнований. Экономика рекламы варьируется между видами спорта: на тех соревнованиях, которые вызывают сравнительно малый интерес телевещателей, размещаемая реклама нередко направлена на самих спортсменов, поэтому их рекламодателями могут выступать производители и поставщики товаров для спорта.
В 2010 году доходы мировой спортивной индустрии составили 121,4 млрд долларов. Коммерциализация любительского спорта оказалась возможной только в тех сферах, где был создан подходящий для досуговых отношений потребительский продукт.
Проведение матчей без зрителей наносит существенный ущерб экономике команд и федераций. Так, например, футбольный клуб «Спартак» в 2013 году потерял 89,2 млн рублей из-за того, что 2 матча топового уровня были проведены без зрителей в связи с хулиганством болельщиков. Имеется и косвенный ущерб из-за ухудшения имиджа клуба в глазах спонсоров, нарушаются обязательства перед партнёрами клуба, невозможна продажа сувениров и клубной символики зрителям.
В то время как некоторые экономисты скептически относятся к экономическим выгодам от проведения Олимпийских игр, подчёркивая, что такие «мегасобытия» часто сопряжены с большими затратами, проведение (или даже участие в торгах) Олимпийских игр, по-видимому, увеличивает экспорт принимающей страны, поскольку принимающая страна или страна-кандидат посылает сигнал об открытости торговли, когда участвует в конкурсе за проведение Игр. Более того, исследования показывают, что проведение летних Олимпийских игр оказывает сильное положительное влияние на благотворительные взносы корпораций штаб-квартира находится в принимающем городе, что, по-видимому, приносит пользу местному некоммерческому сектору. Этот положительный эффект начинается в годы, предшествующие Олимпиаде, и может сохраняться в течение нескольких последующих лет, хотя и не постоянно. Этот вывод предполагает, что проведение Олимпийских игр может создать возможности для городов влиять на местные корпорации таким образом, чтобы это приносило пользу местному некоммерческому сектору и гражданскому обществу.

## Роль в жизни государства
Во многих государствах существуют системы спортивных разрядов и званий. Так, ряд восточноевропейских и азиатских стран унаследовал от эпохи социализма такие звания как «Мастер спорта», «Мастер спорта международного класса» и «Заслуженный мастер спорта». В Италии существует похожая система, введённая в эпоху Двадцатилетия — спортсменам высшего уровня или выдающимся функционерам вручается бронзовая, серебряная и золотая звезда за спортивные заслуги.
Некоторые страны нередко рассматривают спорт высших достижений как средство политического пиара на международной арене. Достижения спортсменов рассматриваются как общенациональное достояние, им вручаются госнаграды, многие спортсмены получают возможность вступить в правящую партию. При этом нередко на государственном уровне существует система по обеспечению высоких результатов, ущемляющая права спортсменов или нарушающая нормы международного права. Так, в ГДР десятилетиями существовала допинг-программа — это первый в истории доказанный случай, когда за допинговым мошенничеством стояло государство. При этом был нанесён вред здоровью многих спортсменов. Вторым таким случаем в истории, согласно исследованию Максима Каца, стала современная Россия.

## Влияние на здоровье спортсменов
Занятия физической культурой и любительским спортом, согласно общепризнанному научному знанию, оказывают благотворное влияние на здоровье человека. Однако спортсмены высшего уровня доводят свой организм до предела возможностей, что нередко является опасным для здоровья.
В связи с этим вопрос влияния большого спорта на здоровье является предметом многочисленных научных исследований. Так, исследователи из САФУ им. Ломоносова констатировали отрицательное влияние высокоинтенсивных тренировочных и соревновательных нагрузок на организм практиционера. Наиболее часто встречается патология дыхательных органов — в среднем эти заболевания встречаются у 81 % числа принимавших в них участие. У профессиональных спортсменов, занимающихся единоборствами, чаще встречаются травмы и заболевания опорно-двигательного аппарата, а также патологии сердечно-сосудистой системы в среднем у 63-73 % опрошенных. У спортсменов игровых видов спорта в сравнении с представителями других видов спорта выявлен самый высокий уровень заболеваний опорно-двигательного аппарата.
Лео Фейгин противопоставляет большой спорт физкультуре в вопросе влияния его на здоровье:
Спортсмены такого класса — самые больные люди. Я имею в виду, в физическом смысле больные. Я учился в институте Лесгафта в одной группе с Юрием Степановым, который был мировым рекордсменом по прыжкам в высоту. Мы были на втором курсе, когда он прыгнул 2 метра 15 сантиметров. Юра Степанов болел, когда в аудитории была чуть-чуть приоткрыта форточка, он заболевал сразу. Можете себе представить состояние здоровья мирового рекордсмена?

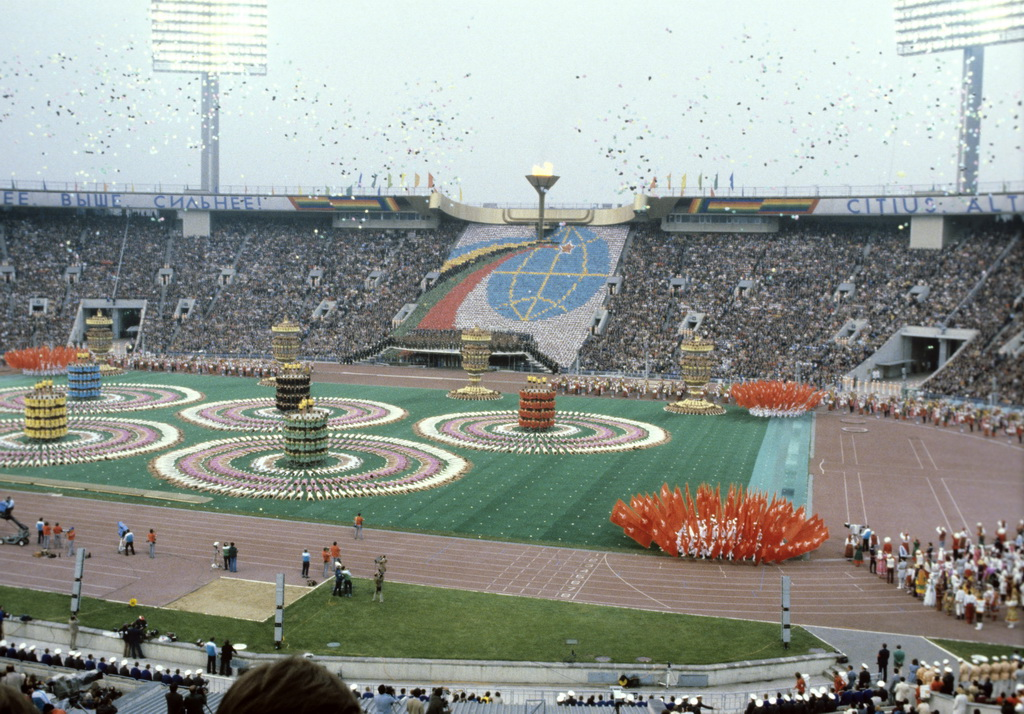
Московскую Олимпиаду назвали «Играми химиков».

Практически все виды спорта становятся опасными для здоровья при чрезмерных занятиях ими, что характерно для тренировок высокоуровневых спортсменов. Так, легкоатлеты сталкиваются с травмами нижних конечностей, гимнасты и фигуристы испытывают избыточные нагрузки на позвоночник, а пловцы и велогонщики перегружают сердечно-сосудистый тракт. Кроме того, некоторые спортсмены злоупотребляют диетами, что приводит к расстройству пищевого поведения и желудочно-кишечным заболеваниям.
Отдельным источником проблем со здоровьем являются спортивные травмы в единоборствах. Наиболее опасным считается бокс: так, с 1890 по 2011 годы в результате полученных на ринге травм скончались 1604 боксёра; благодаря изменениям правил (например, запрету 15-раундовых боёв) смертность среди боксёров снизилась, однако остаётся крайне высокой по сравнению с другими видами спорта. Так, в смешанном боевом единоборстве зафиксировано 16 смертельных случаев, начиная с 1984 года.
Особенно опасным для здоровья спортсменов любого уровня является употребление допинга. До середины XX века считалось нормальным употребление различных препаратов, способствующих улучшению спортивных результатов, однако смертельные случаи в лёгкой атлетике привели к началу всемирной борьбы с допингом.